# Tempel van Hadrianus (Rome)

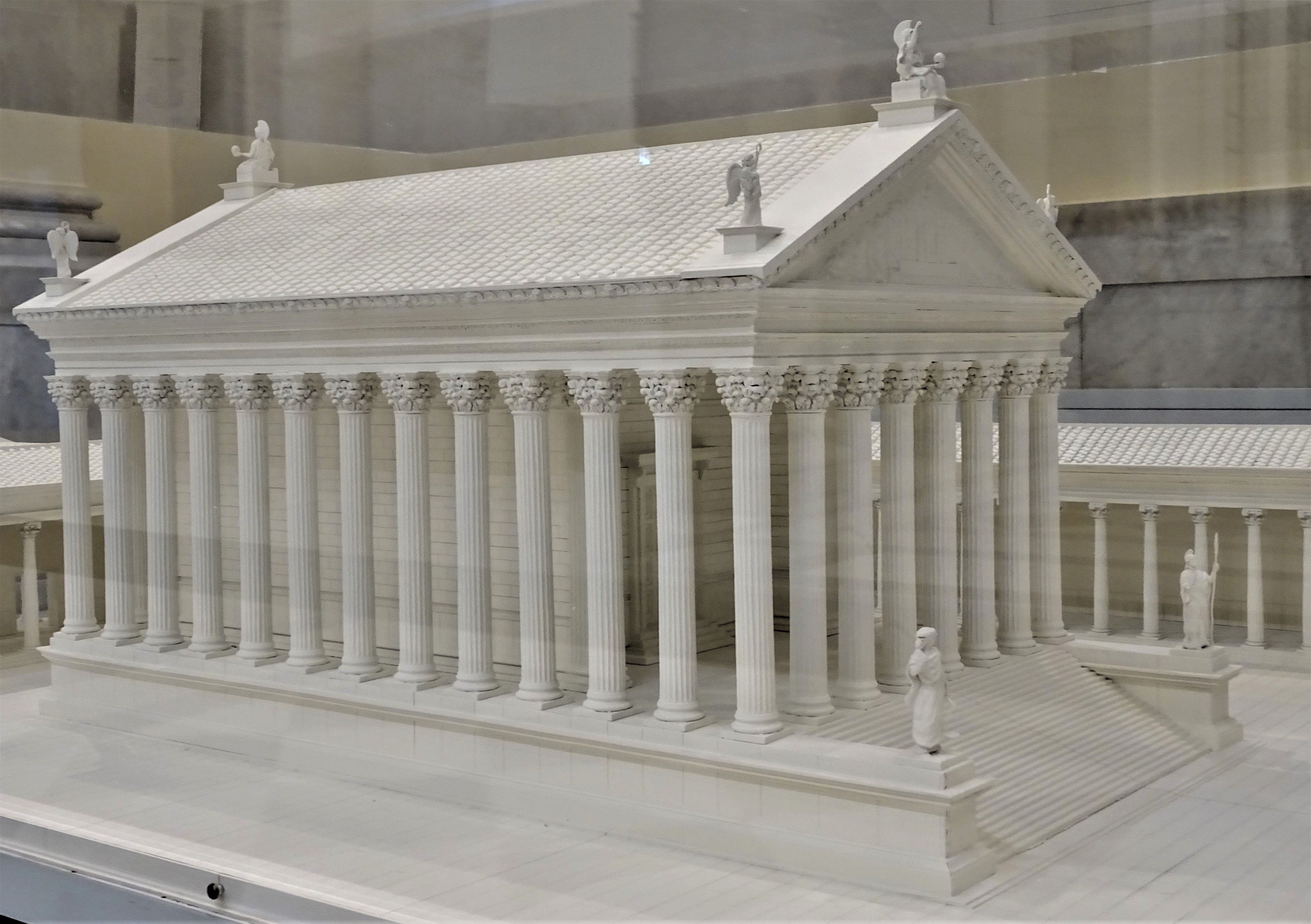
De maquette gezien vanuit het zuidoosten

De Tempel van Hadrianus (Latijn: Templum divi Hadriani of Hadrianeum) is een tempel uit de 2e eeuw na Christus, gelegen op het Marsveld in Rome.

## Beschrijving
De Tempel van Hadrianus was gewijd aan de keizer Hadrianus, die was vergoddelijkt na zijn dood in 138 n.C.. Ze werd op het Marsveld opgericht door zijn adoptiefzoon en opvolger Antoninus Pius en werd ingewijd in het jaar 145. 
De tempel was van het peripteros-type en had een oppervlakte van 29 x 44 meter. Ze stond op een 4 meter hoog podium van peperino, te bestijgen via een lange rij trappen aan de naar het oosten gerichte voorzijde. Aan de lange zijden telde ze 13 Korinthische zuilen van wit marmer, en 8 aan de korte zijden. Deze zuilen waren nagenoeg 15 meter hoog en hadden een diameter van 1,44 meter. Boven de zuilen liep een sierlijke kroonlijst versierd met eierlijsten, palmettenmotieven en spuiers in de vorm van leeuwenkoppen. 
Het cultusbeeld van de vergoddelijkte keizer stond opgesteld in de rechthoekige cella zonder apsis. De cella had een tongewelf ingedeeld in caissons en was omgeven door muren van peperino. Deze waren destijds aan de buitenzijde bekleed met marmeren platen die niet zijn bewaard maar waarvan de aanhechtingspunten nog duidelijk zijn te zien achter de zuilen. 
De tempel was versierd met talrijke personificaties van de geromaniseerde provincies, in halfreliëf gebeeldhouwd op panelen van 1,60 x 1,40 meter en afgewisseld met symbolische trofeeën. De vreedzame voorstelling van de onderworpen gebieden illustreert de vredespolitiek van keizer Hadrianus, in tegenstelling tot de veroveringspolitiek van zijn voorganger Trajanus. De gepersonifieerde provincies zijn zo sterk geassimileerd aan de Romeinse beschaving dat ze moeilijk te identificeren zijn. Ook de oorspronkelijke locatie van deze voorstellingen is niet met zekerheid te achterhalen: meestal worden ze beschouwd als onderdelen van de tempel zelf, terwijl A. Carandini aanneemt dat de 90 personificiaties en 94 trofeeën waren aangebracht op de fries boven de zuilen van de omringende portiek.
Helemaal rondom de tempel liep een portiek van 89 x 139 meter met een dubbele rij zuilen van geel marmer (giallo antico). Ook deze portiek had de ingang aan de oostzijde, vlak bij de Via Lata, de huidige Via del Corso. Vóór de ingang van de portiek stond de triomfboog van Hadrianus, grenzend aan en evenwijdig met de Via Lata.
Van de antieke tempel zijn nog aanzienlijke resten bewaard aan de Piazza di Pietra, met name 11 zuilen van de noordelijke lange zijde met daarachter de noordelijke muur van de cella. Van de kroonlijst boven de zuilen is het middelste gedeelte origineel, terwijl het verlengde aan weerszijden het resultaat is van restauratie. Voor de zuilen is een sleuf uitgegraven tot op het straatniveau van de oudheid. Dit lag ongeveer 4 meter lager dan het huidige straatniveau, dat nu zo hoog reikt als het podium van de tempel.
De reliëfs met de voorstellingen van de provincies zijn verspreid geraakt over verschillende collecties, onder andere de Musei Capitolini, het Museo Nazionale Romano - Palazzo Massimo alle Terme (beide in Rome), en het Museo Archeologico Nazionale di Napoli.

## Verval en hergebruik

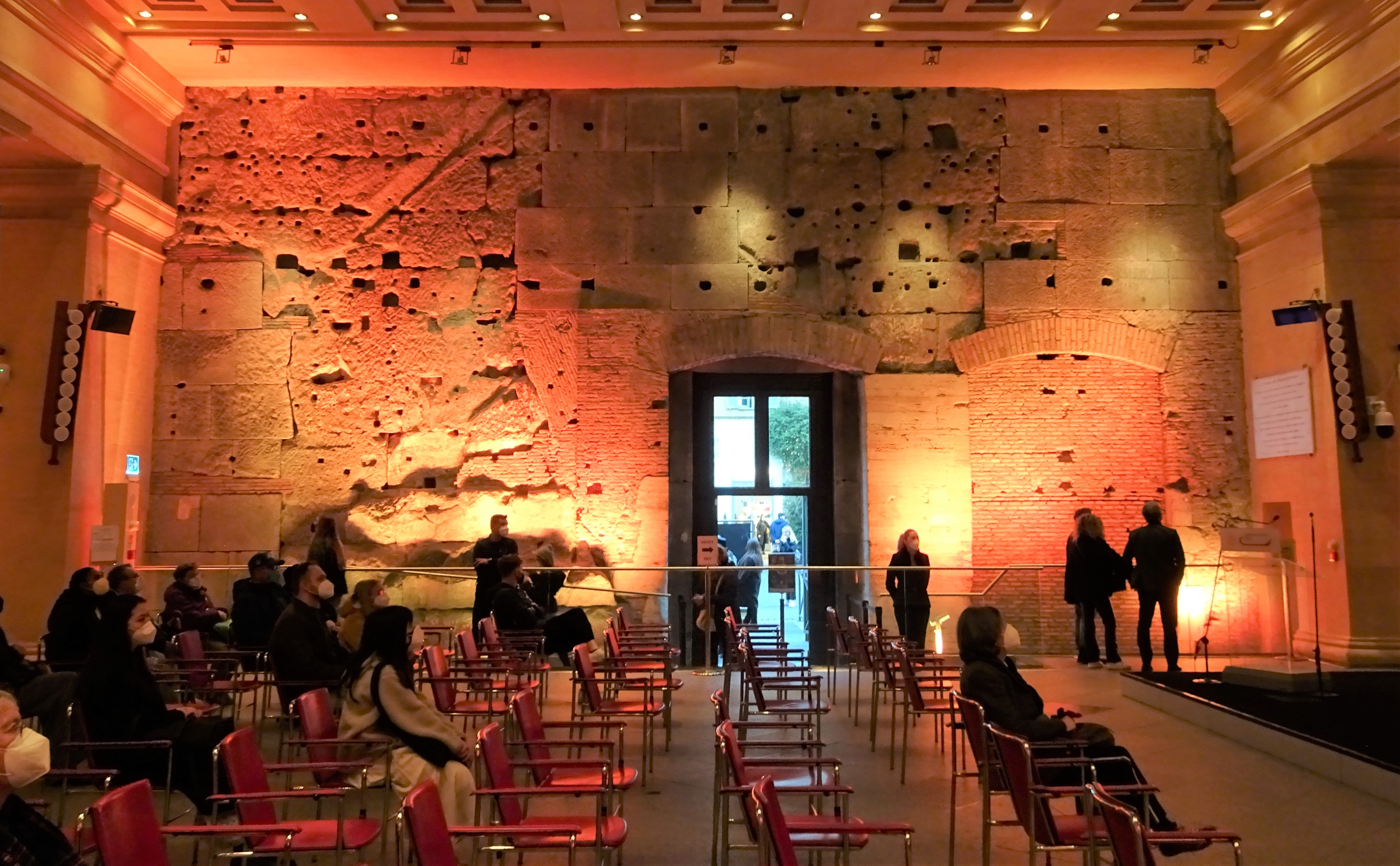
De zaal achter de muur van peperino, gezien in de richting van de Piazza di Pietra

Na de val van het Romeinse Rijk raakten vele heidense tempels in verval en werden ze afgebroken om het bouwmateriaal te recycleren in nieuwe constructies. Ook de Tempel van Hadrianus is zo grotendeels ontmanteld. De resterende muur en zuilen aan de noordzijde en het podium werden in latere eeuwen geïncorporeerd in een palazzo, waardoor een deel van de tempel bewaard is gebleven.  
Later werd daar een hospitaal ondergebracht, dat in 1695 werd verbouwd tot pauselijk douanekantoor voor de goederen die over land werden aangevoerd (Dogana di terra). De zuilen werden verbonden met een nieuwe muur die was onderbroken door vensters, zoals te zien is op een tekening van 1750.  
In 1873, kort na de aanhechting van Rome bij het eengemaakte Italië, werd dit gebouw eigendom van de Romeinse Kamer van Koophandel en in 1879 werd hier de effectenbeurs van Rome ondergebracht. Die functie behield het gebouw tot in 1994. De vloer van de cella was de "vloer" waar de beursverrichtingen doorgingen. 
In 1928 is een grote restauratie uitgevoerd waarbij de zuilen weer werden vrijgemaakt; vóór de zuilen werd een sleuf uitgegraven tot op het straatniveau van de oudheid. 
Thans is het gebouw nog steeds eigendom van de kamer van Koophandel en Landbouw van Rome, waarvan de gebouwen zich verder uitstrekken naar de Via de'Burro. De centrale zaal (de vroeger cella) wordt af en toe gebruikt voor conferenties, maar daarbuiten kan deze zaal sinds 2022 vrij worden bezocht. 

## Wetenswaardigheden
- Pas in 1920 zijn de archeologen erachter gekomen dat dit antieke gebouw de Tempel van Hadrianus was. Zelfs op de kaart uit 1893-1901 van de bekende archeoloog Rodolfo Lanciani staat ze nog aangeduid als de "tempel van Neptunus".
- De naam van het plein Piazza di Pietra wordt meestal in verband gebracht met de Tempel van Hadrianus: pietra betekent steen in het Italiaans. Volgens Giuseppe Vasi (1761) is Pietra echter een verbastering van de oorspronkelijke benaming Piazza de'Preti, naar het vroegere Ospizio de' preti invalidi, het gasthuis van de zieke priesters.
- Keizer Hadrianus werd niet in deze tempel bijgezet maar wel in het door hem gebouwde mausoleum, dat sinds vele eeuwen bekendstaat als de Engelenburcht (Castel Sant'Angelo).
- Indien er geen conferentie wordt gehouden in de centrale zaal, kan de tempel alle dagen vrij worden bezocht van 10 tot 20 uur.
- Ook in de Turkse stad Efeze stond een tempel ter ere van Hadrianus die nog gedeeltelijk is bewaard.

## Afbeeldingen

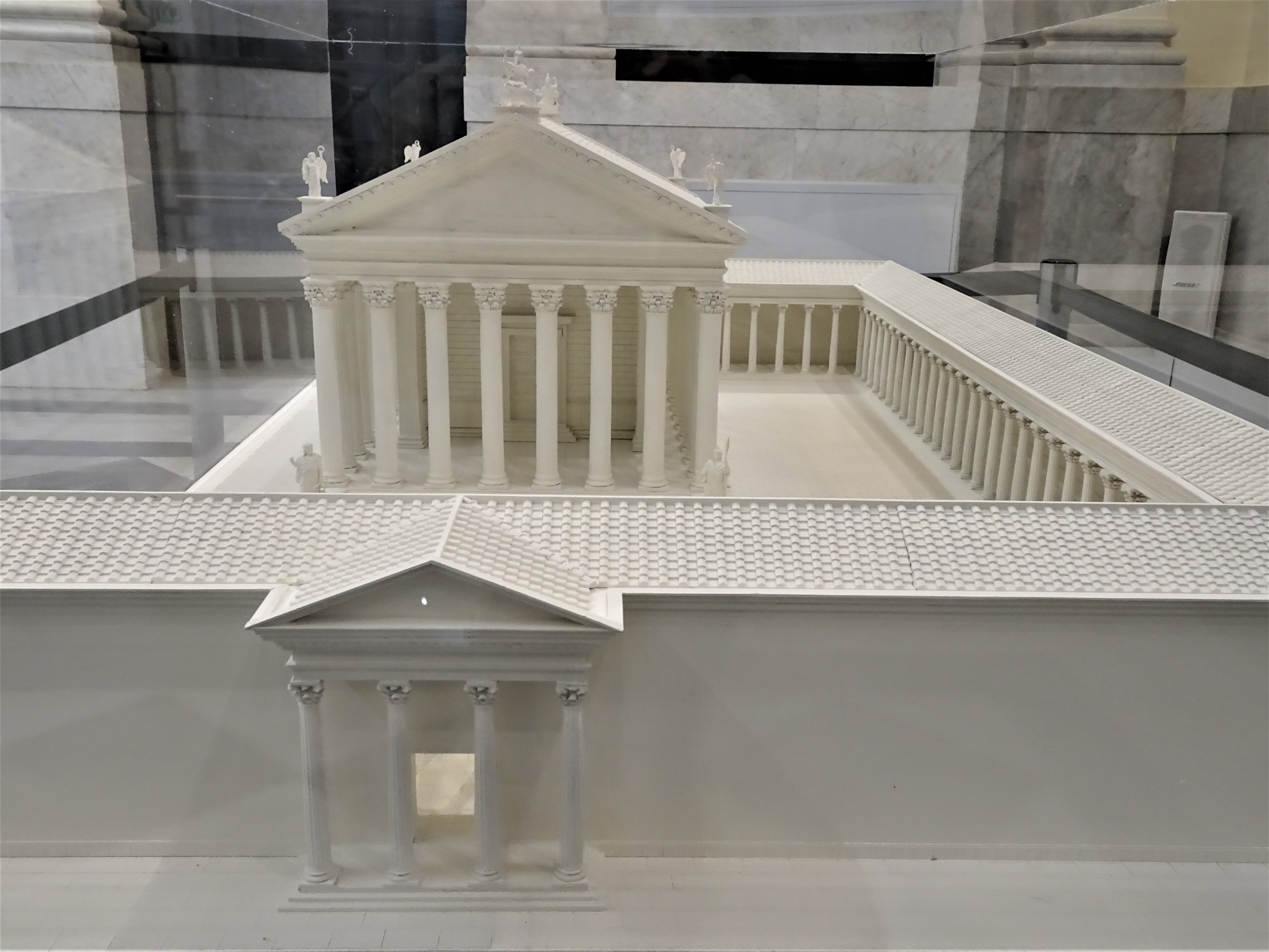
Maquette van tempel en portieken, gezien vanuit het oosten.
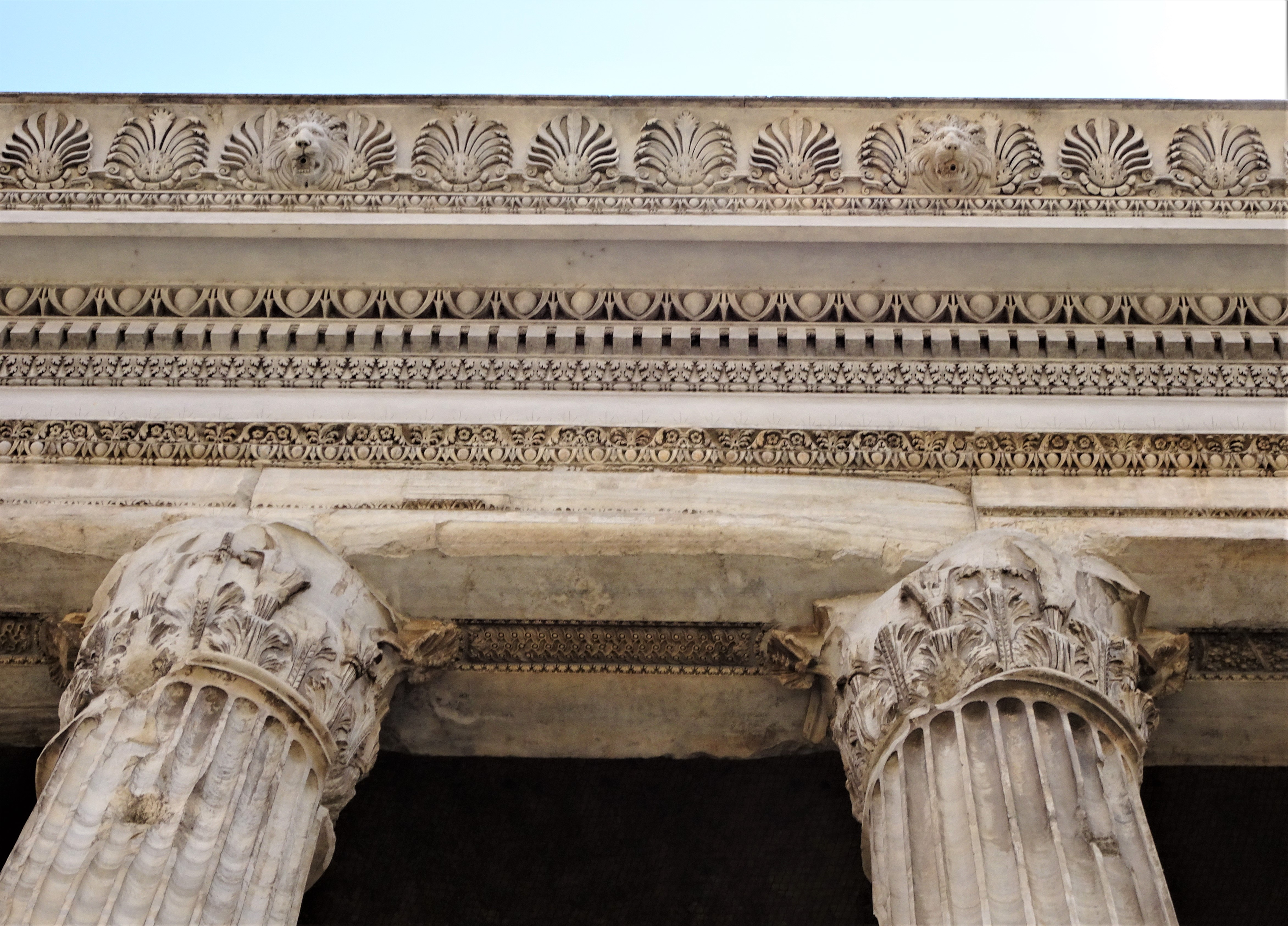
De kroonlijst.
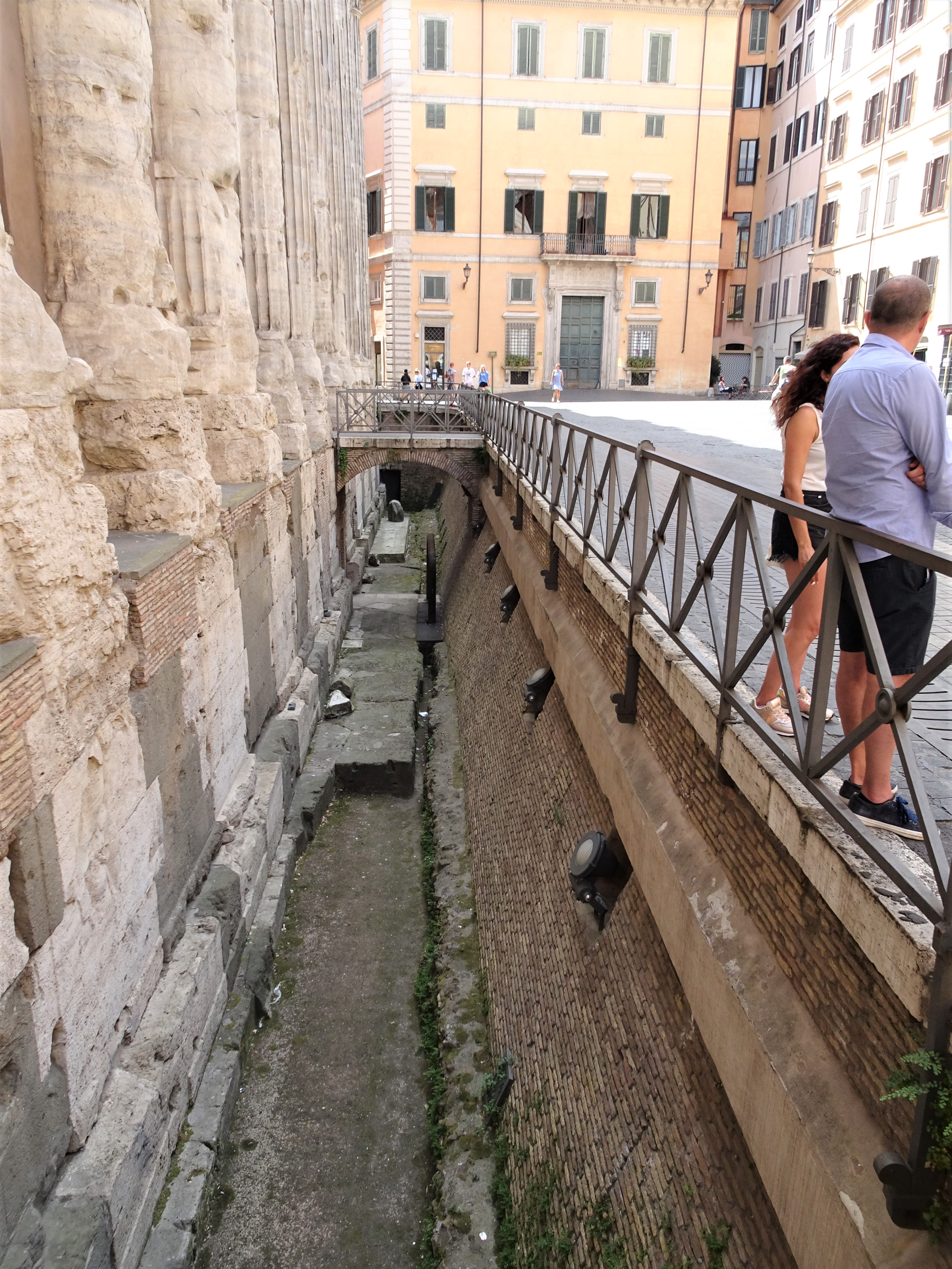
Het podium en het huidige straatniveau.
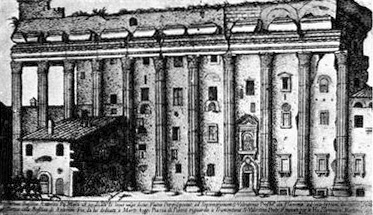
De Tempel van Hadrianus in 1615.
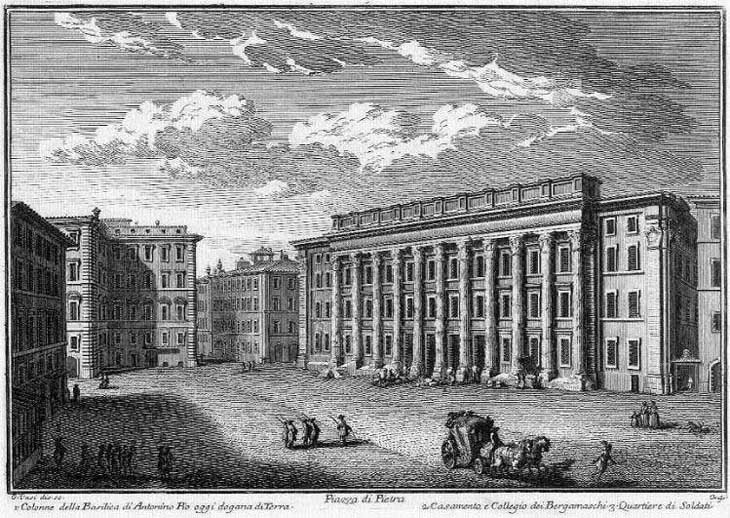
De Tempel van Hadrianus aan de Piazza Pietra in 1750.
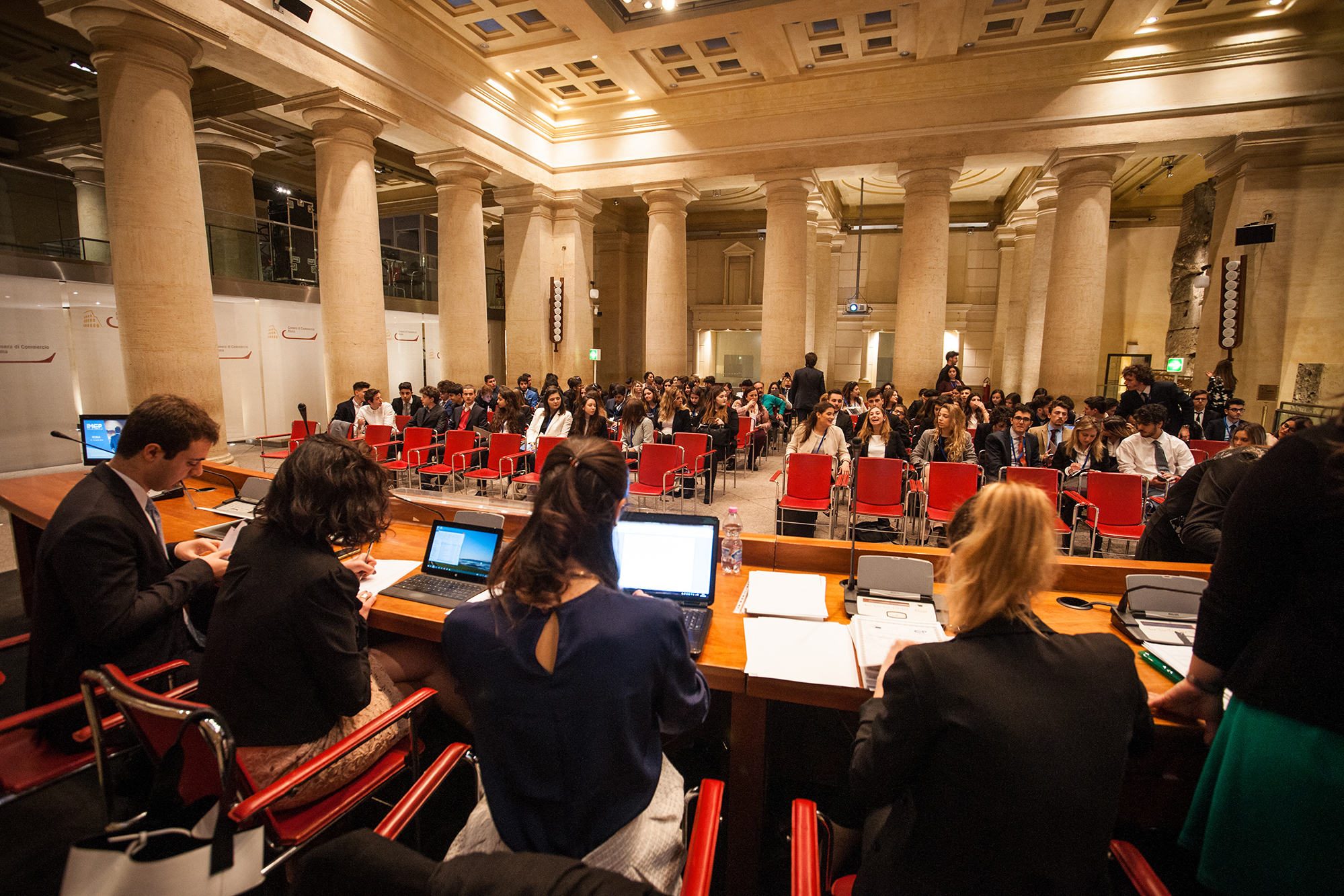
De conferentiezaal die de plaats inneemt van de vroegere cella.
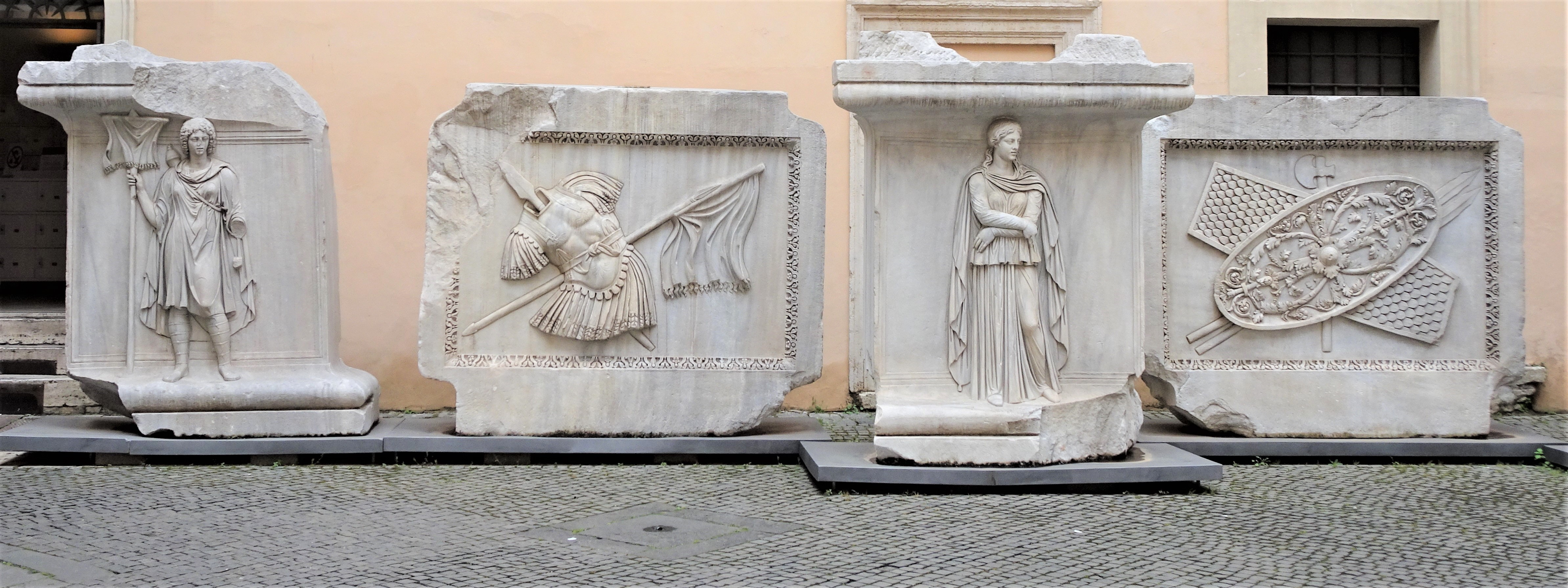
Trofeeën en personificaties van provincies. Palazzo dei Conservatori (Musei Capitolini).
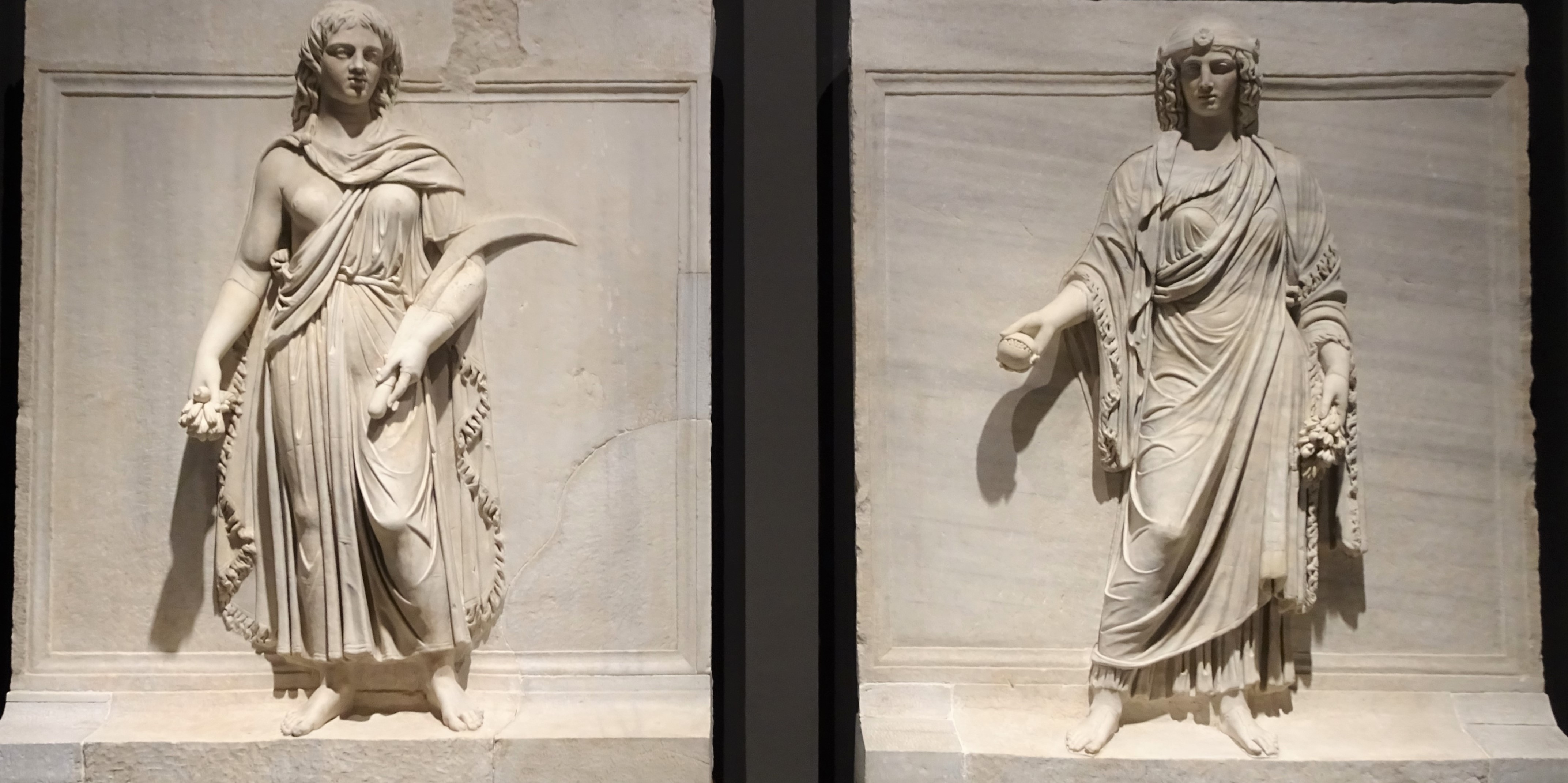
Personificaties van provincies, in Museo Nazionale Romano - Palazzo Massimo alle Terme.

## Geraadpleegde bronnen
- LacusCurtius art. Hadrianeum uit S.Platner, A Topographical Dictionary of Ancient Rome
- RomeArtLover artikel over de Piazza Pietra
- (it)  F. COARELLI, Guida Archeologica di Roma, Verona, 1984, pp. 265-266.
- (it)  LUCENTINI, MAURO, La grande guida di Roma : per chi ama la città eterna e vuole conoscerla meglio in poco tempo. Newton & Compton, Roma (1999). ISBN 88-8289-053-8. p. 217
- (it)  Touring club italiano. (1993). Roma. Il Touring club, Milano. ISBN 88-365-0508-2. pp. 329-330
- (en)  A. CARANDINI en P. CARAFA (ed.), The atlas of Ancient Rome : biography and portraits of the city, Princeton, New Jersey (2017). ISBN 978-0-691-16347-5. deel I p. 516 en deel II table 244.

| Plan van het centrale Marsveld |
| --- |
| Thermen van Nero Stadion van Domitianus Pantheon Basilica van Neptunus Thermen van Agrippa Stagnum? Odeum van Domitianus Insulae uit de Hadriaanse tijd Magazijnen ? Magazijnen ? Magazijnen ? Saepta Iulia Diribitorium Porticus Divorum Aqua Virgo Boog van Claudius Porticus Vipsania Kazerne van de Ie cohorte van de Vigiles Iseum Tempel van Minerva Chalcidica Altaar van Mars Via Flaminia Via Flaminia Tempel van Hadrianus Tempel van Matidia Theater van Pompeius Tempels van de Largo Argentina Porticus van Minucius Zuil van Marcus Aurelius T. van M. Aurelius en Faustina (?) Boog van M. Aurelius (?) Zuil van Antoninus Pius Ustrinum van Faustina de Oudere Ustrinum van Faustina de Jongere Via Recta Porticus en tempel van Bonus Eventus Porticus van Pompeius Arcus Novus Porticus van Meleager Porticus van de Argonauten Piazza della Rotonda Villa Publica |

Pantheon · Tempel van Caesar · Tempel van Castor en Pollux · Tempel van Hadrianus · Tempel van Mars Ultor · Tempel van Matidia · Tempel van Romulus · Tempel van Saturnus · Tempel van Venus en Roma · Tempel van Portunus · Tempel van Hercules Invictus · Tempel van Jupiter Optimus Maximus · Tempel van Apollo Palatinus · Tempel van Apollo Sosianus · Tempel van Elagabal · Tempel van de gens Flavia · Tempel van de heilige strijdwagens · Tempel van Minerva Chalcidica · Tempel van Juno Regina (Aventijn)